# سنگ نگاره‌های دره دار ساوات
سنگ نگاره‌های دره دار ساوات مربوط به دوران‌های تاریخی پس از اسلام است و در شهرستان سراوان، بخش مرکزی، روستای دارساوات واقع شده و این اثر در تاریخ ۹ اردیبهشت ۱۳۸۲ با شمارهٔ ثبت ۸۵۰۴ به‌عنوان یکی از آثار ملی ایران به ثبت رسیده است.